# Anomiopus puncticollis
Anomiopus puncticollis är en skalbaggsart som beskrevs av Edgar von Harold 1862. Anomiopus puncticollis ingår i släktet Anomiopus och familjen bladhorningar. Inga underarter finns listade i Catalogue of Life.